# 龙苏町寺
龙苏町寺，俗称蓝庙，位于泰国清莱府治县林郭区龙苏町村，现代佛教寺庙，整体大胆采用蓝金配色，雕刻精致。

## 历史
原址为荒废寺庙。该寺的設計者普他·甲膠（ Phutta Kapkaeo）是清萊白庙設計著察霖猜之徒。2005年10月27日動工，2016年1月22日完工。龙苏町寺精舍的外立面和内墙皆采用蓝色调，以贴金图案装饰，门前的一对那加雕塑尤为华丽独特，触角和牙齿的造型尤其夸张，是受黑庙创始人他万·达差尼的作品影响。
精舍内的壁画主题主要是佛祖事迹。供奉之主佛称为Phra Phuttha Ratchamongkhon Boditrilokkanat（พระพุทธรัชมงคลบดีตรีโลกนาถ），高6.5公尺，宽5公尺，通体洁白，底座藏有8.8万块帕洛佛牌及金银珠宝，佛首内藏有佛祖舍利。精舍后方面对佛塔的方向有一纯白立佛。精舍后的佛塔名为Phra That Ket Kaeo Chulamani Ha Phra-ong（พระธาตุเกศแก้วจุฬามณีห้าพระองค์），其下埋有2013年圆寂的泰国僧王蘇瓦塔那摩訶的遗骸。

## 图库

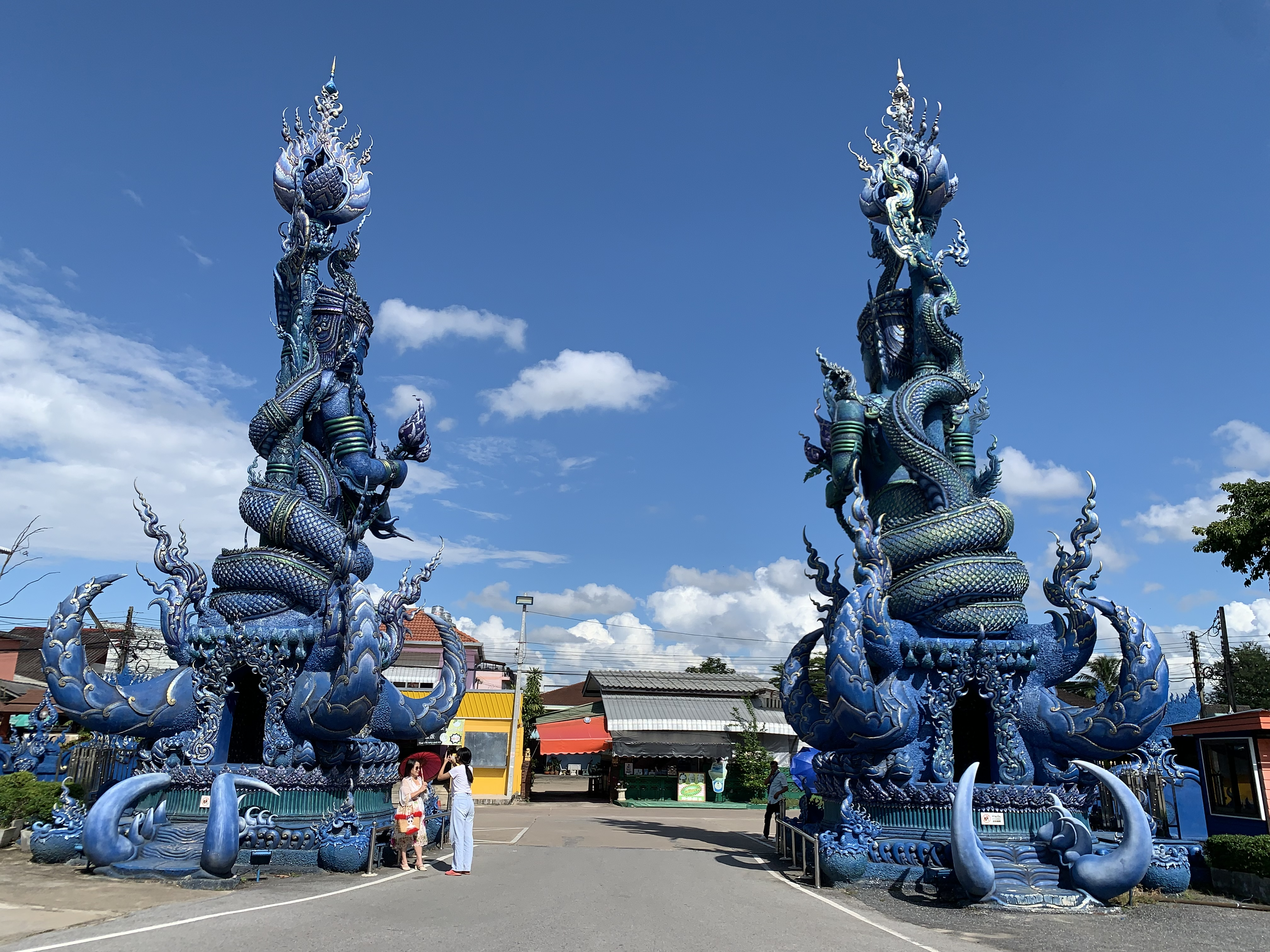
正门
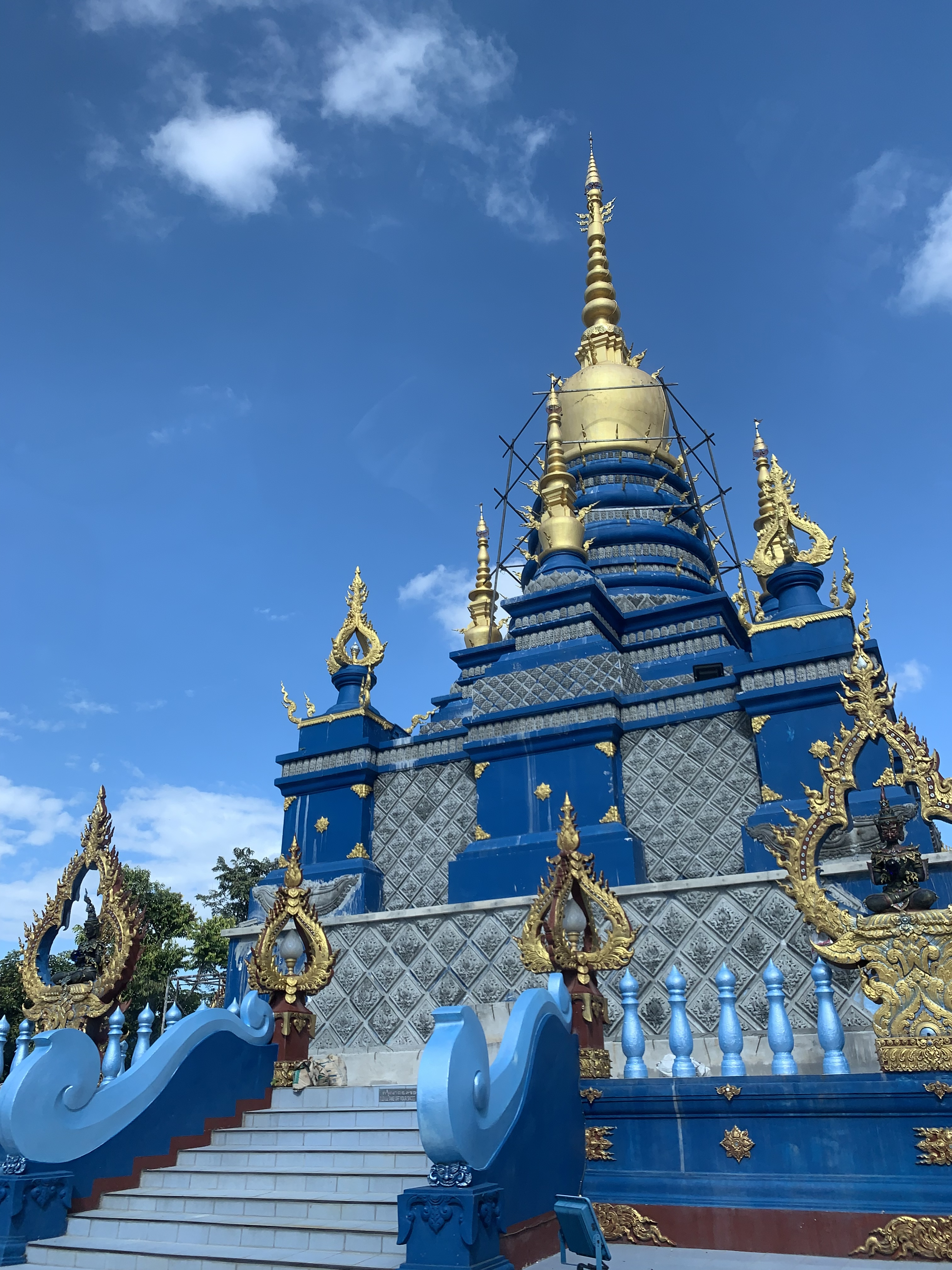
佛塔
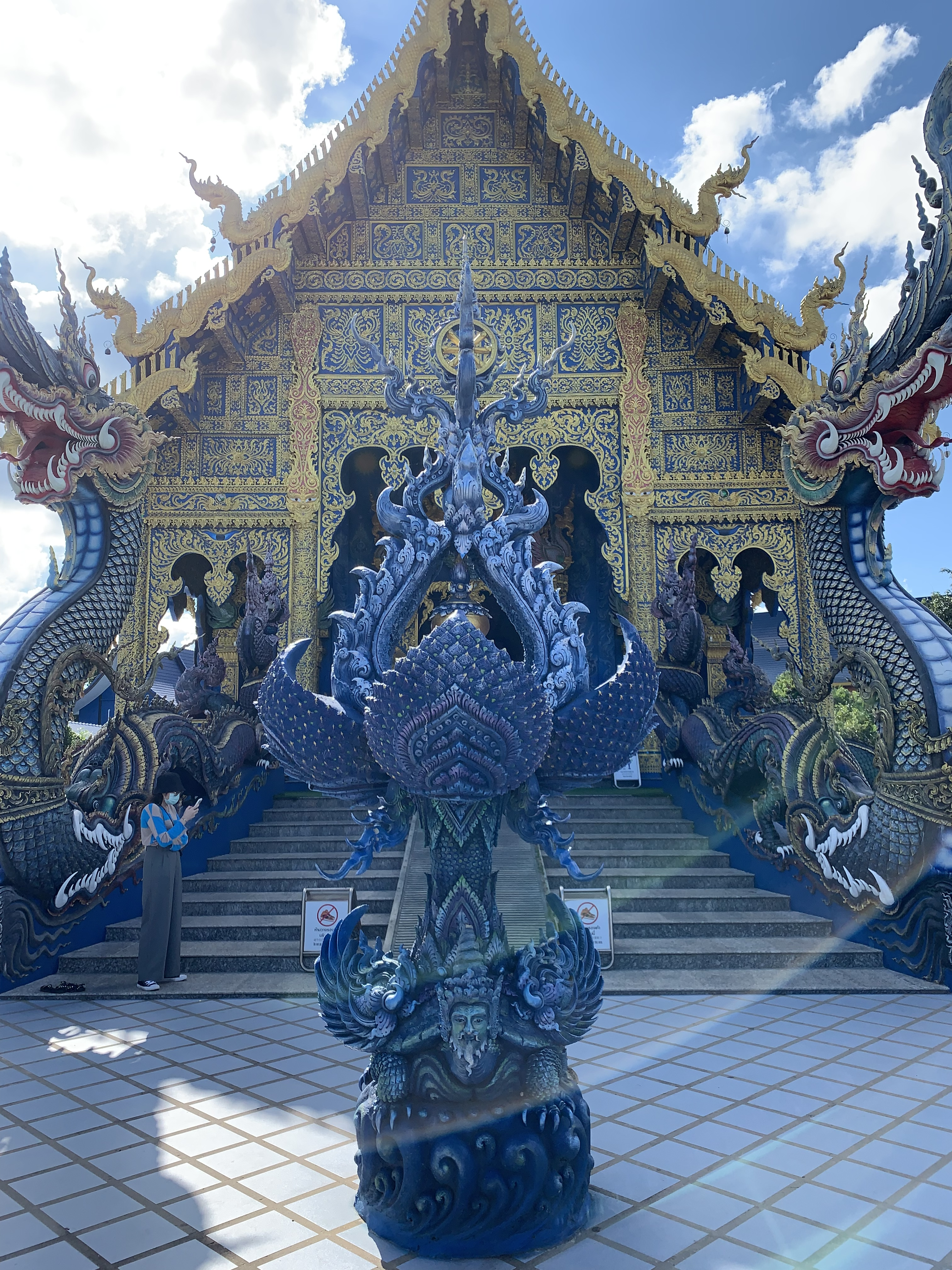
精舍前雕像
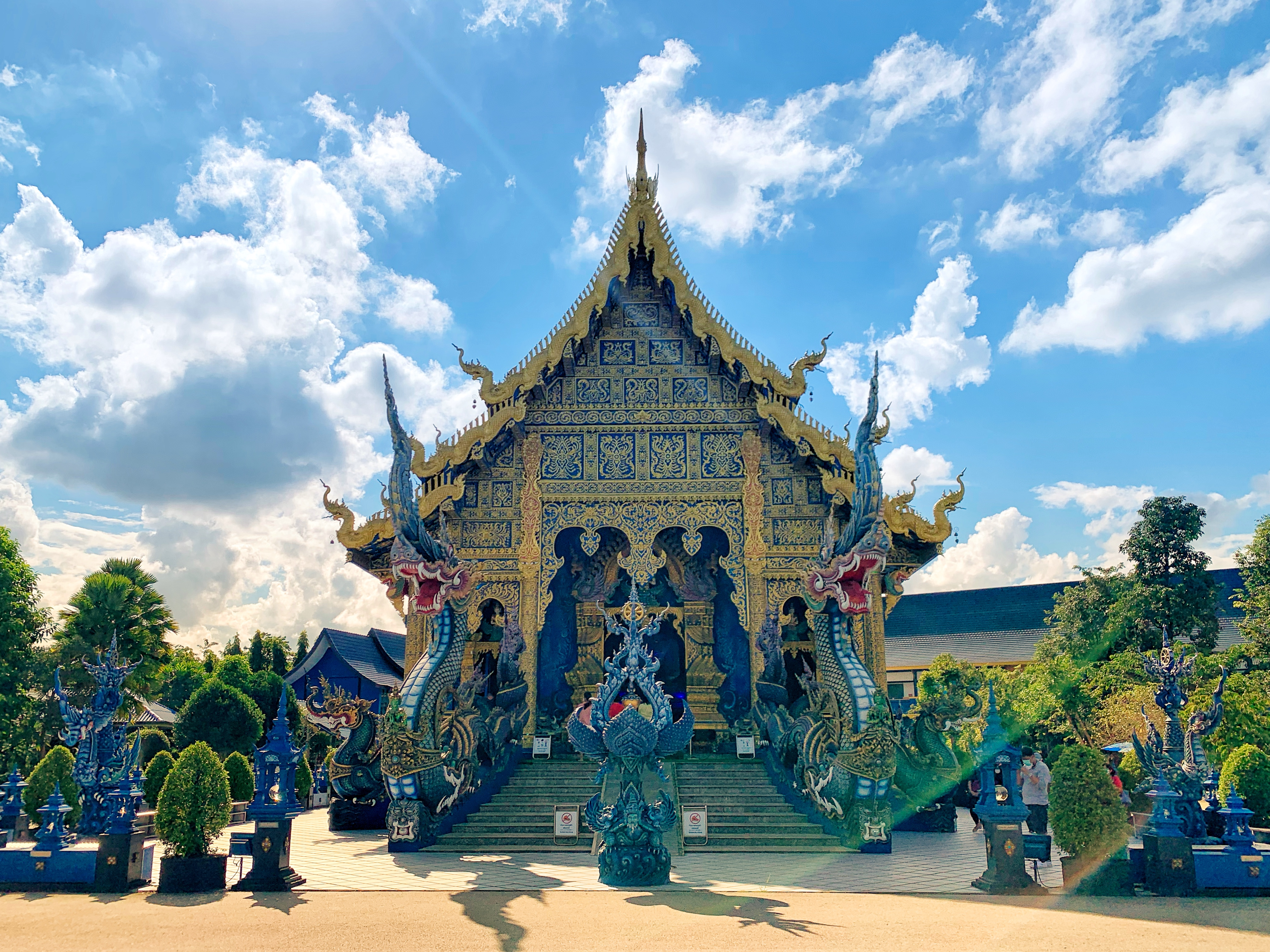
精舍正面
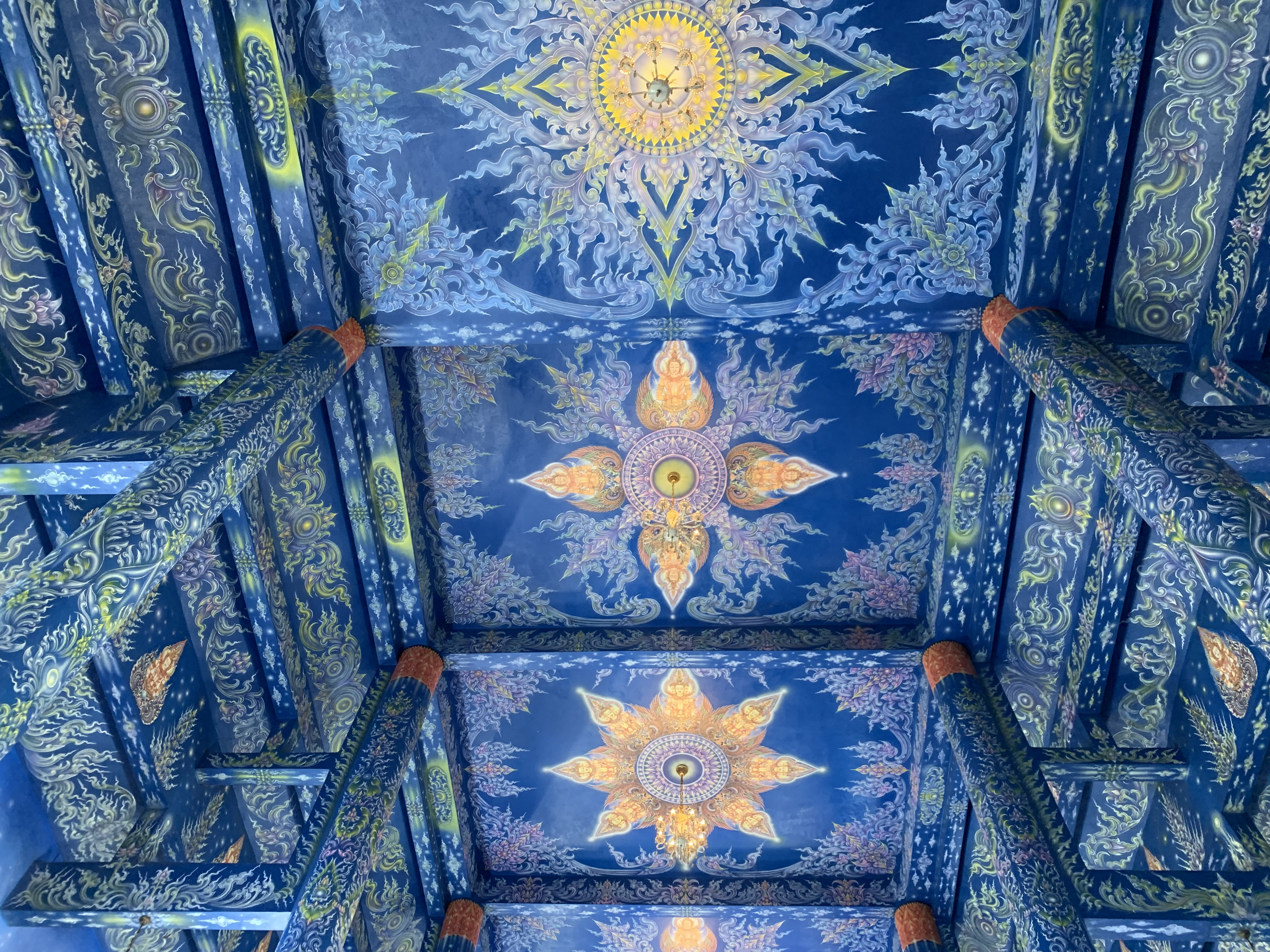
精舍内部装潢
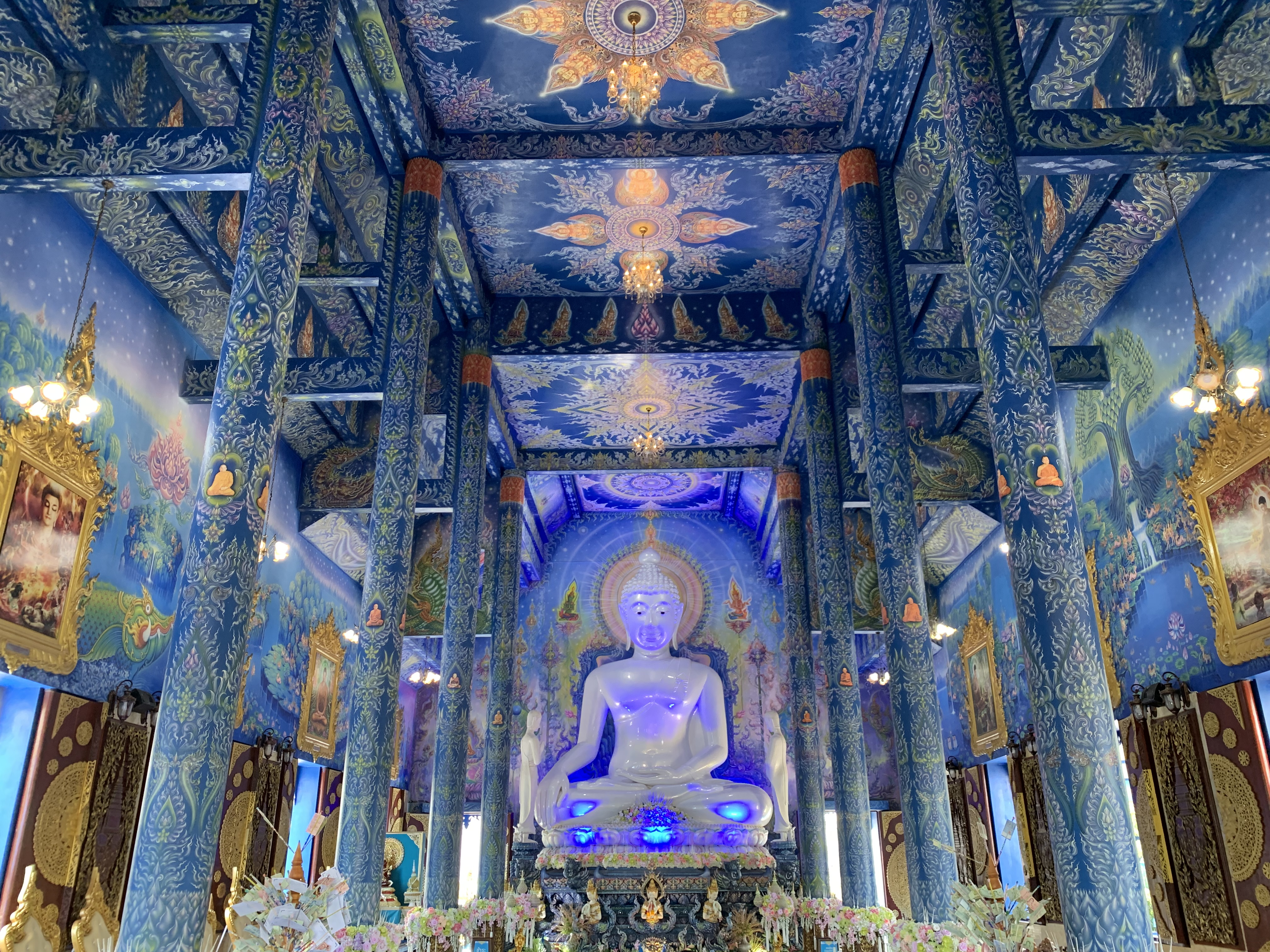
精舍内部佛像
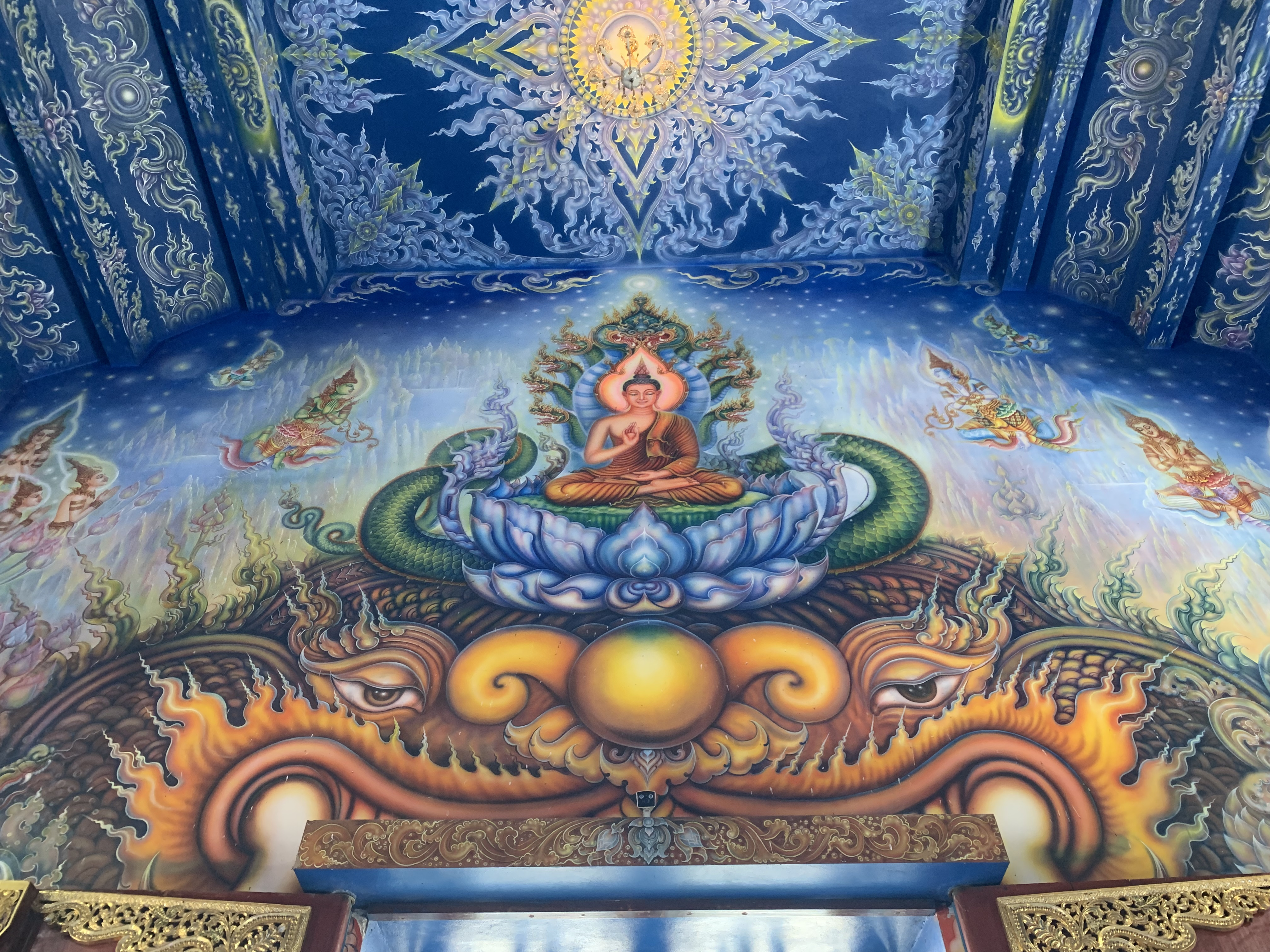
精舍内部佛像
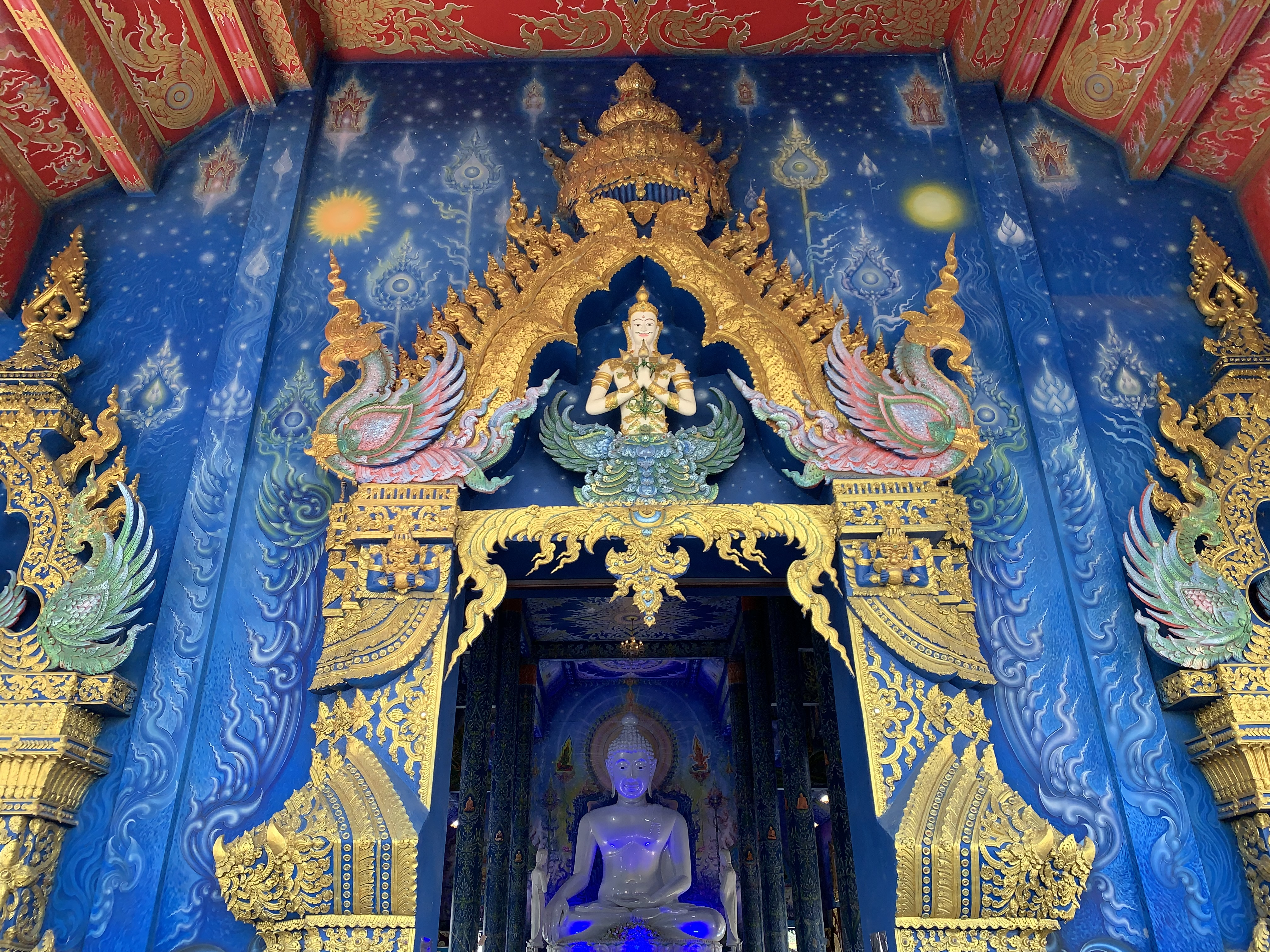
精舍内部佛像
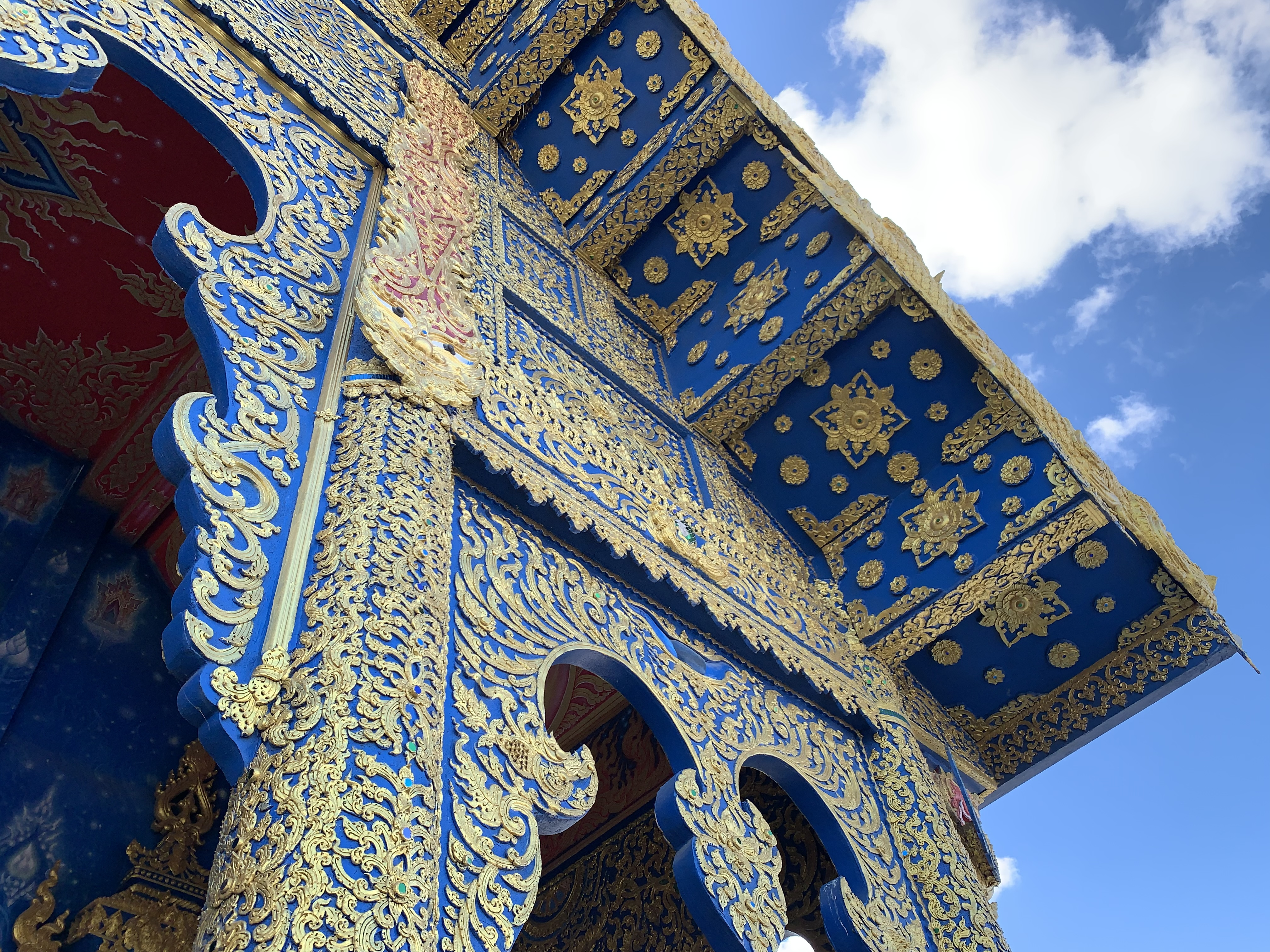
精舍外部装潢
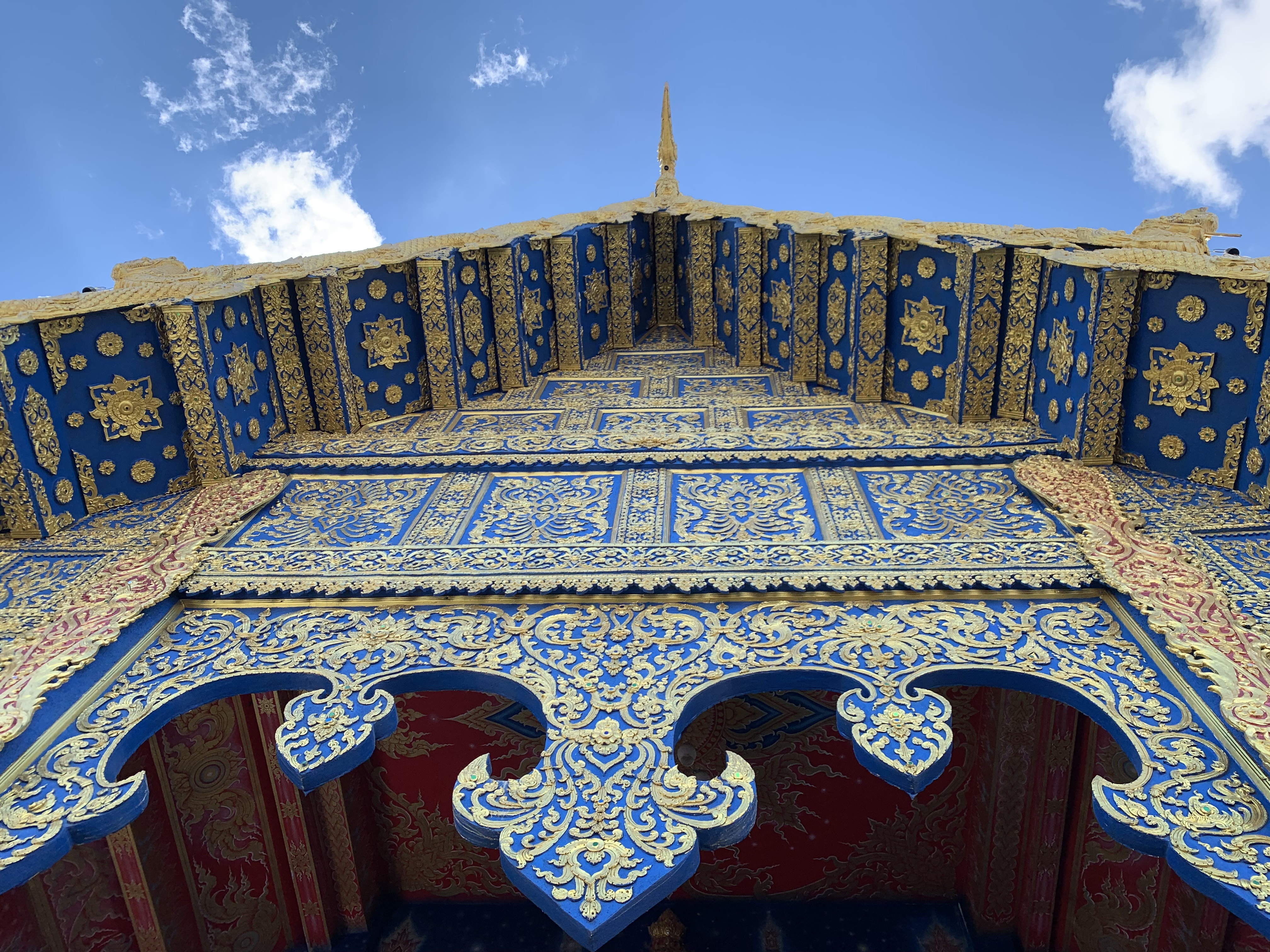
精舍外部装潢
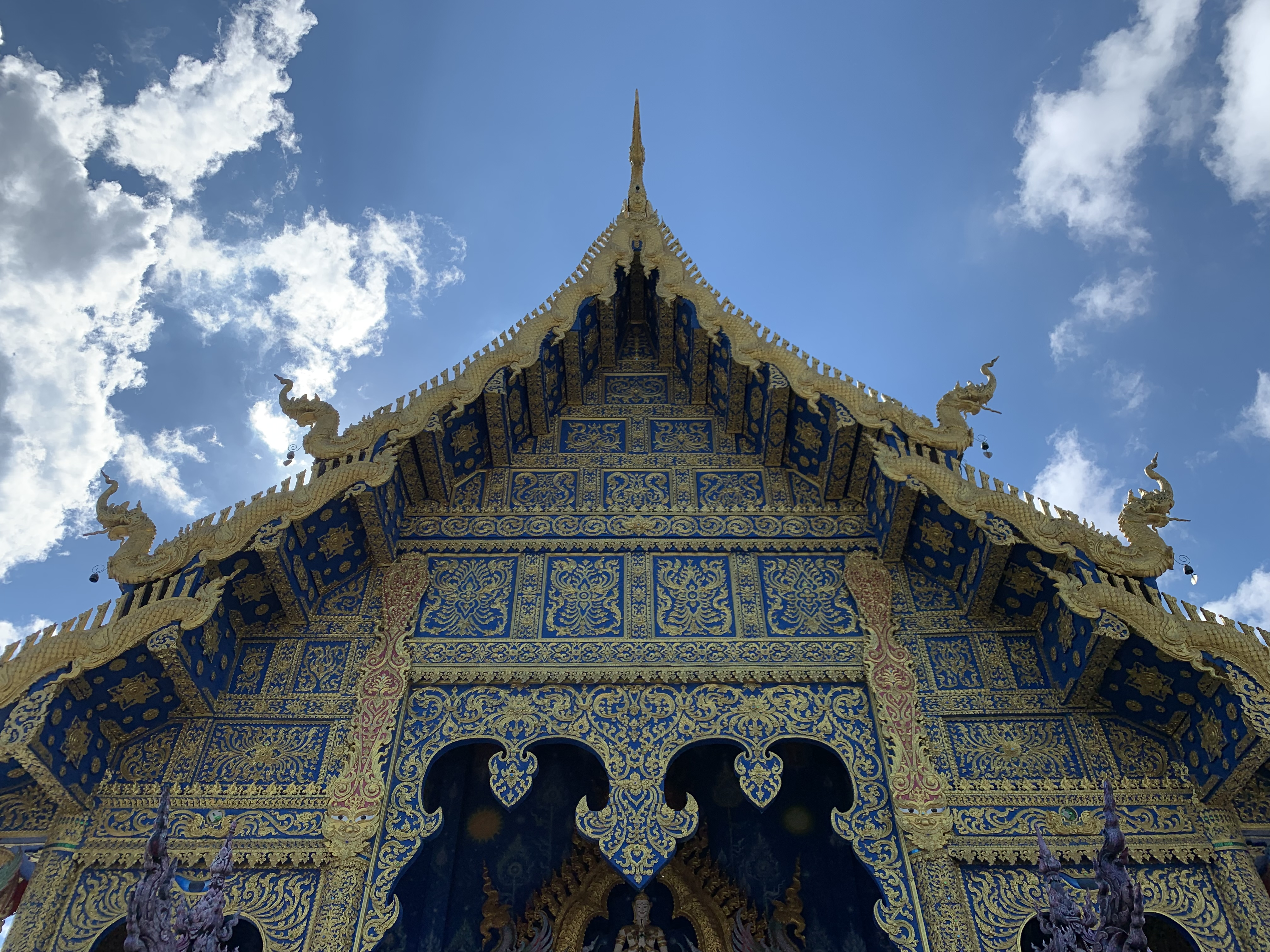
精舍外部装潢
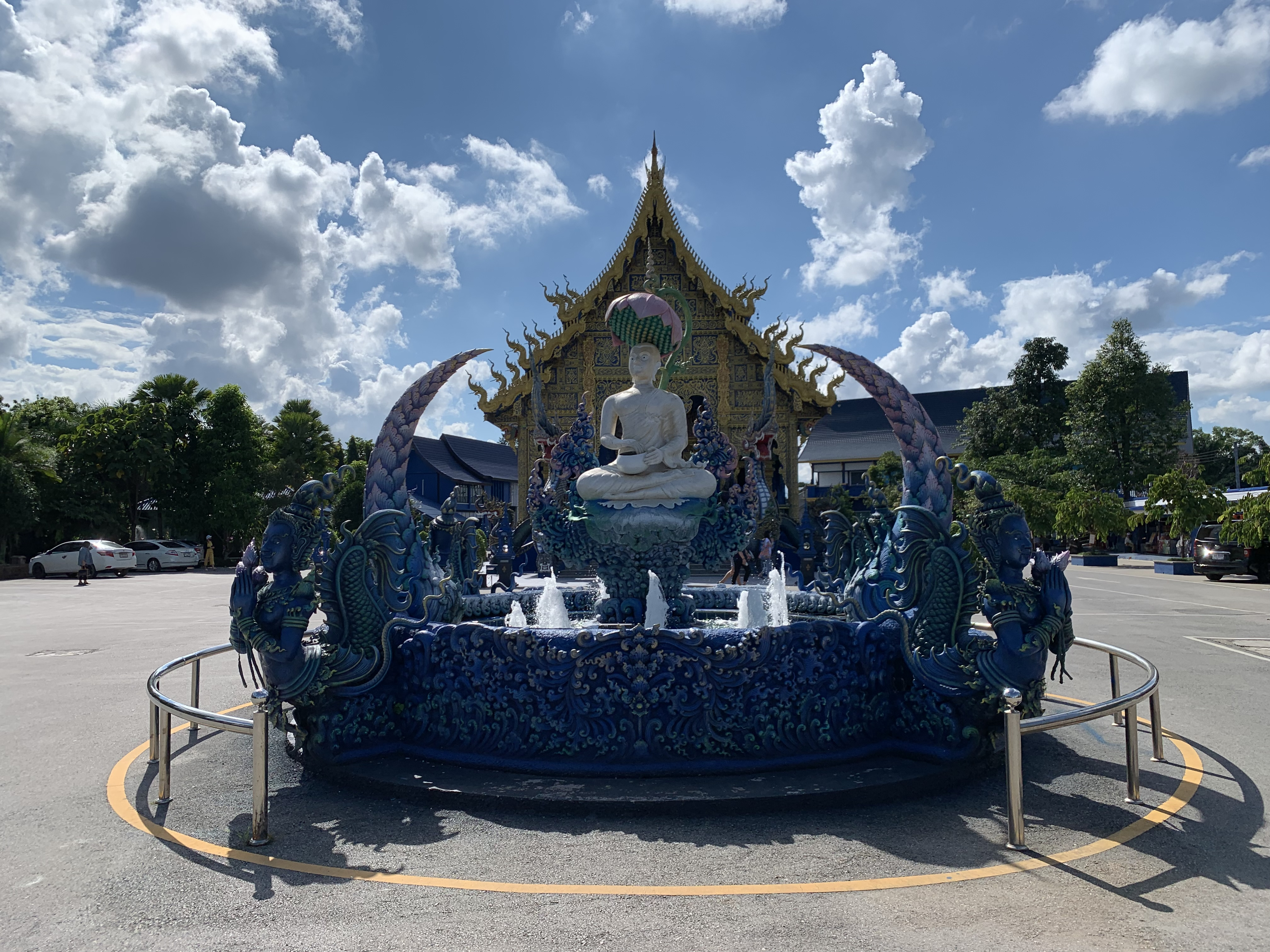
精舍外部佛像
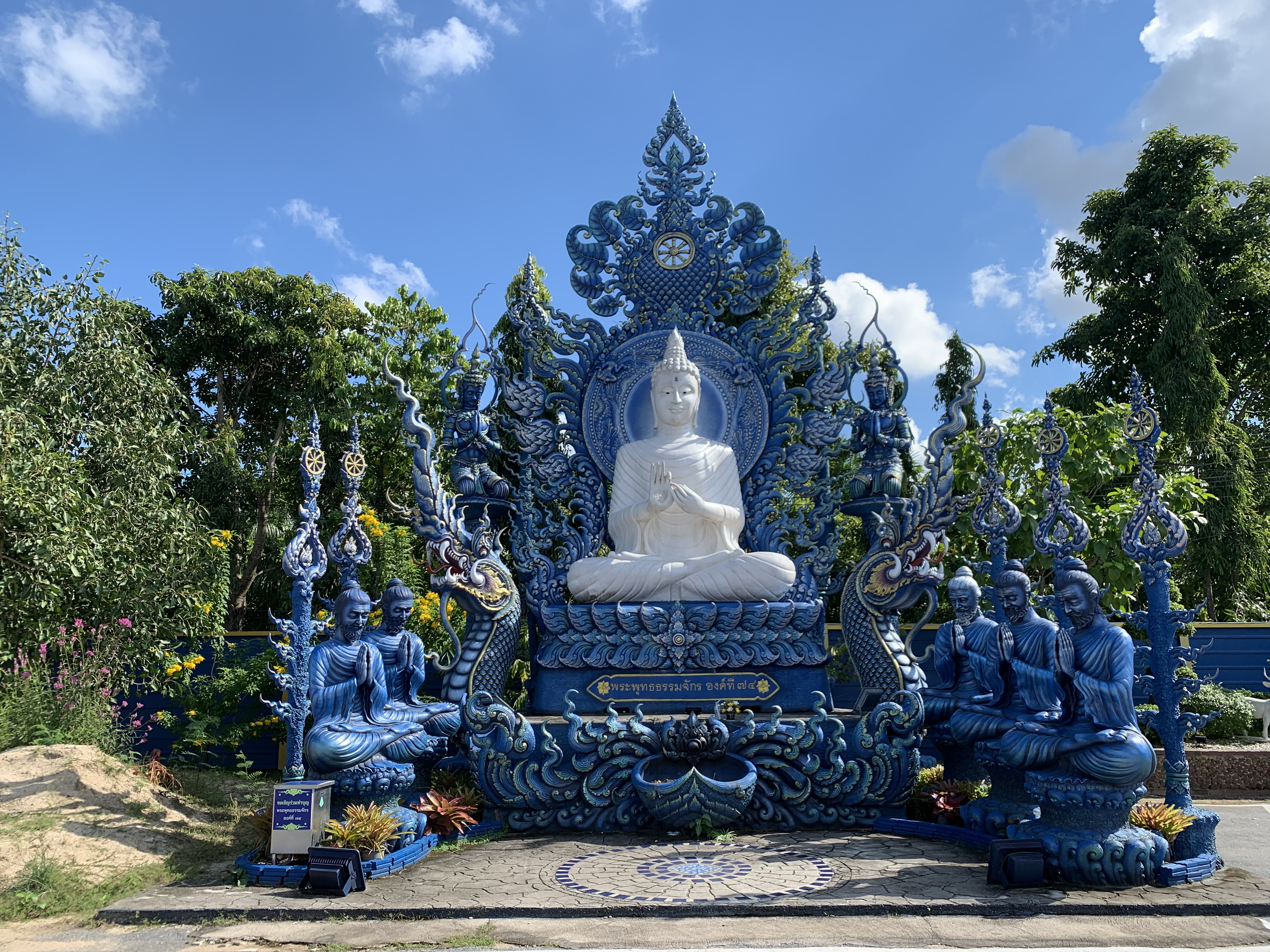
精舍外部佛像
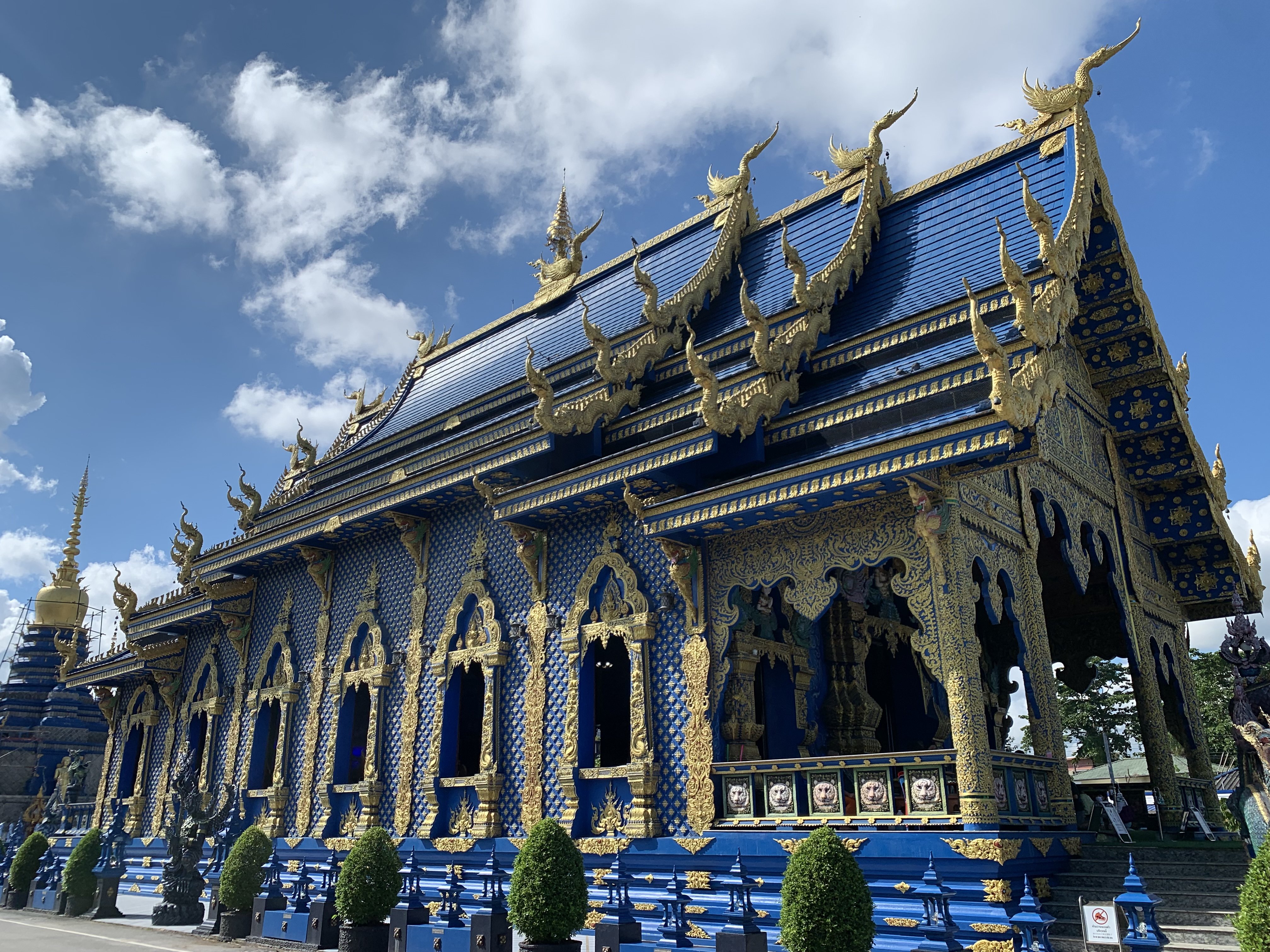
精舍侧面
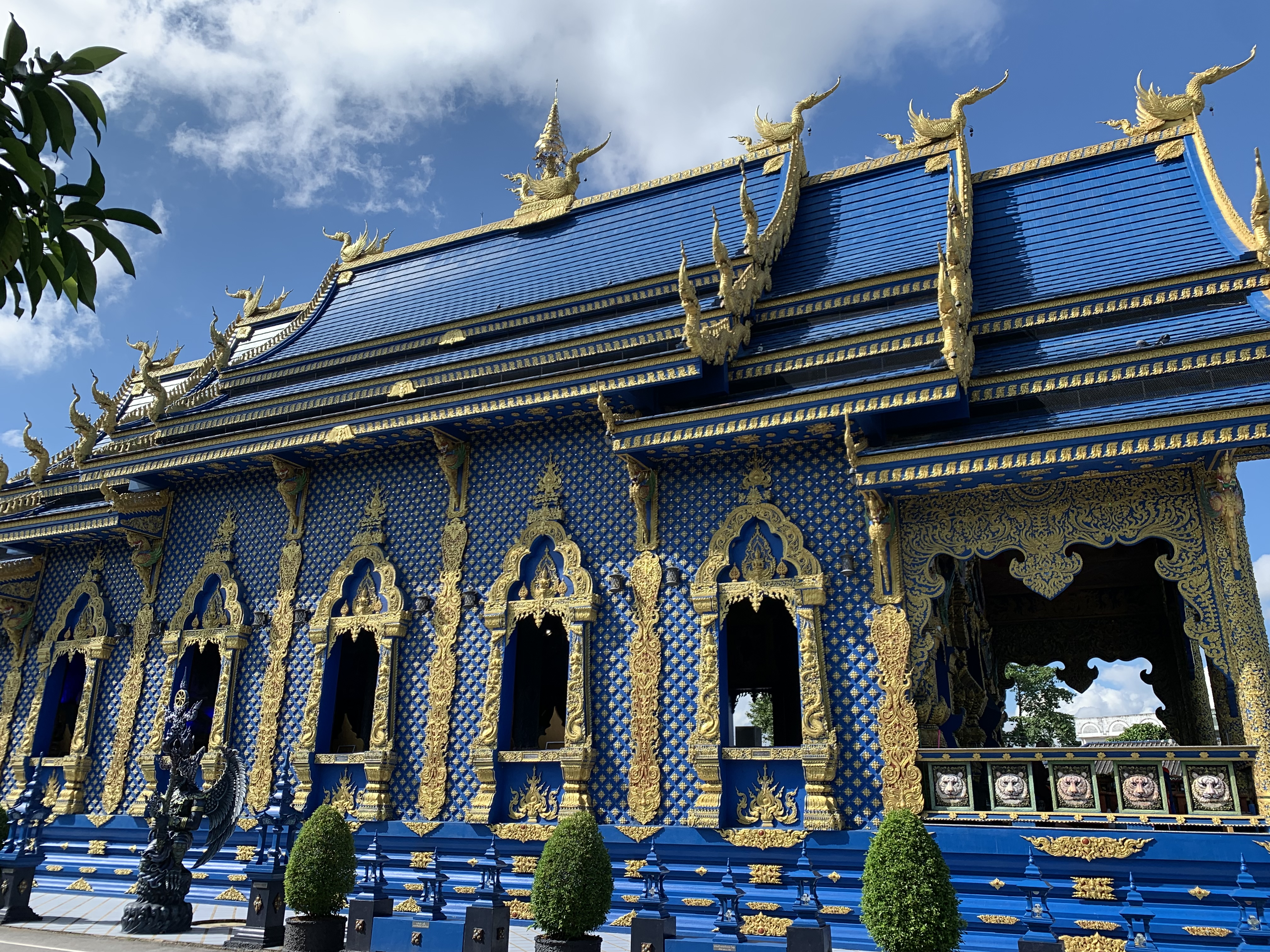
精舍侧面